# دینه‌ور (خداآفرین)
دینه‌ور یکی از روستاهای استان آذربایجان شرقی است که در دهستان دیزمار شرقی بخش منجوان شهرستان خداآفرین واقع شده‌است.

## وضعیت سابق
این روستا قبلاً به صورت یک قصبه بزرگ بوده که دارای مسجد، زیارتگاه (دارای شجره نامه)، حمام عمومی، سیستم آبرسانی، کارگاه سفال‌سازی و … بوده‌است پس از زلزله‌های فراوان و قحطی ساکنان این روستا به شهرهای اطراف مخصوصاً تبریز مهاجرت می‌کنند و بعدها ساکنین دیگری که اغلب از عشایر منطقه پارس‌آباد و مغان بودنند (ایلهای قره چورلو، گرمادوز و …) به این منطقه مهاجرت کرده و ساکن می‌شوند.

## از نگاه طبری
طبری می‌نویسد: در سال ۲۱۴ هـ.ق. به دنبال کشته شدن ابن حمید، بزرگ فرمانده دربار خلافت، یعنی عبدالله بن طاهر ـ که طغیان‌های مصر را سرکوب کرده بود ـ به عنوان سردار سرکوب بابک نامزد شد و به سوی دینور رفت. تمام مورخین اتفاق نظر دارند که عبدالله بن طاهر تا دینور پیش رفته بود و بنا به نوشته ابن اثیر، حتی آماده جنگ با بابک شده بود که به علت قیام‌هایی که در خراسان روی می‌داد، با پیغام مأمون، از دینور به سوی خراسان حرکت کرد. [۱۲]حال سؤال این است که منظور از دینور کدام است؟ آیا منظور همان شهری است که در بین راه بغداد به همدان واقع شده و علاوه بر مؤلف کتاب «اخبارالطّوال»، علمای بزرگی از این شهر برخاسته‌اند؟ یا روستایی به همین نام که از روستاهای بخش حسن‌آباد بوده و در سمت غربی کلیبر «بذ» واقع شده‌است. شهرستان کلیبر امروزه از چهار دهستان، گرمادوز، میشه پاره، حسن‌آباد و کلیبر تشکیل شده‌است. [۱۳] دهستان حسن‌آباد که در سمت غرب کلیبر واقع شده، شامل روستاهای متعددی می‌شود که یکی از این روستاها به نام «دینور» معروف است.

## مشاهیر
علمای چندی از این روستا برخاسته‌اند، از جمله ساکنین اصلی این روستا می‌توان به خاندان آیت‌الله دینوری اشاره نمود. و همچنین شخصیت های دیگری مثل «میرزا محسن دینوری» و «حاجی میرزا صادق آقا دینوری» [۱۴]و… که در کتاب نگاهی به تاریخ و جغرافیای ارسباران و سیمای ارسباران سرزمین دین باوران، و علی‌الخصوص کتاب رجال دینور (از انتشارات مجلس شورای اسلامی) به سرگذشت علمای بزرگ قریه دینور پرداخته شده‌است.

## تفاوت میان دینه ور بادینور
دینور شهر معروف و کهنی در کرمانشاه است. ابن خردادبه می‌نویسد: «راهی که محمدبن حمید پیمود، از راه خشکی هنگامی که اصحاب جموع را به سمت آذربایجان هدایت کرد؛ از مراغه سوار شد تا برزه، سپس تا سیسرو از آن جا تا شیز در چهار فرسخی دینور و سپس تا دینور». [۱۵] و همان گونه که گذشت، محمدبن حمید طوسی از راه موصل وارد ایران و آذربایجان شد، نه از راه بغداد ـ قصر شیرین- کرمانشاه و… پس در این صورت باید مقصود وی، دینور واقع در حومه کلیبر بوده باشد نه شهر معروف دینور کرمانشاه.

## طبیعت
این روستا دارای مراتع بسیار وسیع، مناظر طبیعی بکر، جنگلهای بسیار، چندین چشمه آب معدنی و هوای معتدل کوهستانی می‌باشد که از نظر مکانی یکی از زیباترین و بهترین روستاهای بخش می‌باشد که دارای ۲ راه دسترس یکی از طرف ورزقان و دیگری از طرف جلفا و سیه رود می‌باشد.این روستا بخاطر زمستانهای سرد و پربرفش و شوسه بودن جاده‌اش ۵ ماه سال قابل تردد نمی‌باشد و در این ۵ ماه سرد (از آبان تا اسفند) فقط از طریق جاده‌های مالرو و توسط اسب و قاطر قابل دسترسی می‌باشد.
این روستا دارای قدمت تاریخی زیاد می‌باشد و آثار باستانی فراوان آن متأسفانه توسط افراد سودجو چپاول شده‌است.

## موقعیت جغزافیایی
در همسایگی این روستا روستاهای اوجاقکندی، تیروان، دیشکدوگی، هوش و مردانقم قرار دارد که این روستا با دو روستای اوجاقکندی و تیروان مشرف بهم بوده و در واقع سه ضلع یک مثلث را تشکیل می‌دهند که حدفاصل آن‌ها فقط یک دره می‌باشد و به همین دلیل این سه روستا دارای مراودات زیاد می‌باشند.